# 吳管者
吳管者（14世纪？—1426年），吳允誠之子，蒙古族，明朝軍事將領、廣義伯。
吳管者與其父歸附明朝。永乐三年（1405年），在（今甘肃省武威市）耕牧。永乐八年（1410年），吳允誠與吳克忠、吳克勤從軍征阿鲁台、本雅失里時，其與母居涼州。當時原归降明朝的凉州卫“鞑官千户”番人虎保、永昌卫“鞑官千户”亦令真巴等誘脅允誠眾欲反叛明朝，吳管者與母商議、并召部將都指揮保住（杨效诚）、卜顏不花等擒获其黨伍马儿沙等。朱棣聽聞后大喜，賜縑鈔羊米甚厚，授吳管者指揮僉事。洪熙元年（1425年），升至都指揮同知，封廣義伯。次年，去世后，爵位傳子吳玘。吳玘死後，再傳吳克勤子吳琮。